# Slano jezero
Slano jezero je zaprto vodno telo, ki vsebuje veliko koncentracijo soli (navadno natrijevega klorida) in drugih raztopljenih mineralov, znatno višjo od večine jezer (pogosto opredeljeno z najmanj tri grame soli na liter). V nekaterih primerih imajo slana jezera višjo koncentracijo soli kot morska voda; taka jezera lahko imenujemo tudi hipersalinska jezera. Alkalno slano jezero, ki ima visoko vsebnost karbonata, se včasih imenuje tudi sodavo jezero.
Klasifikacija slanih jezer:
subsalino: 0,5–3 ‰
hiposalino: 3–20 ‰
mezosalino: 20–50 ‰
hipersalino: večje od 50 ‰

## Lastnosti
Slano jezero nastane, ko voda, ki teče v jezero in vsebuje sol ali minerale, ne more izteči, ker je jezero endoreično (zaprta ali terminalna kotlina). Voda nato izhlapi, pusti za seboj vse raztopljene soli in tako poveča slanost, tako da je slano jezero odličen kraj za proizvodnjo soli. Visoka slanost omogoča edinstveno halofitno rastlinstvo in živalstvo v takem jezeru; v resnici je rezultat lahko odsotnost ali skoraj odsotnost življenja v bližini slanega jezera.
Če je količina vode, ki teče v jezero, manjša od količine, ki izhlapi, bo jezero sčasoma izginilo in pustilo suho jezersko kotanjo, imenovano tudi slanišče. Slanišče nastane zaradi vode, ki je močno nasičena s soljo ali skoraj slanica, lahko pa je tudi močno nasičena z drugimi materiali. Večina slanišč je posledica visoke stopnje izhlapevanja v sušnem podnebju in pomanjkanja izhoda v reke ali ocean. Visoka vsebnost soli v teh vodnih telesih je lahko posledica vsebnosti mineralov, ki so prišli iz okolice. Drug vir za sol je lahko vodno telo, ki je bilo prej povezano z morjem, ker je voda izhlapela, je ostala sol. Sčasoma vodno telo postane slanišče.
Zaradi gostote slanice je vzgon večji in plavanje lažje kot v sveži ali navadni slani vodi. Primera takšnih slanih jezer sta Mrtvo morje in Veliko slano jezero.
Slanišča se lahko pojavijo tudi na dnu oceana ob hladnih izvirih. Včasih jih imenujejo slana jezera, pogosteje slani bazeni. Na površini teh teles je mogoče opazovati valove .
Ljudje ustvarjajo soline (bazeni s slanico) za proizvodnjo jedilne soli.

## Seznam
- Aralsko jezero, Kazahstan, Uzbekistan, Rusija
- Bahtegan, Iran
- Činghaj, Kitajska
- Kaspijsko jezero, Kazahstan, Rusija, Turkmenistan, Iran, Azerbajdžan
- Mrtvo morje, Jordanija, Izrael, Palestina
- Don Juan Pond, vzhodna Antarktika
- Veliko slano jezero, Utah, ZDA
- Laguna Verde, Bolivija
- Jezero Assal, Afarska depresija
- Eyrovo jezero, Severna Južna Avstralija
- Jezero Gairdner, Južna Avstralija
- Jezero Hillier, Zahodna Avstralija
- Jezero Mackay, Zahodna Avstralija, Severni teritorij
- Natronovo jezero, Tanzanija
- Torrensovo jezero, Južna Avstralija
- Urmijsko jezero, Iran
- Vansko jezero, Turčija
- Jezero Vanda, Antarktika
- Jezero Little Manitou, Kanada
- Lough Hyne, Irska
- Jezero Maharloo, Iran
- Mono, Kalifornija
- Namtso, Kitajska, Tibet
- Saltonsko morje, Kalifornija
- Jezero Sawa, Irak